# Ana Maria Machado
Ana Maria Machado (Rio de Janeiro, 24 december 1941) is een Braziliaans journalist, kunstschilder en schrijfster van meer dan honderd boeken voor zowel kinderen als volwassenen. Haar boeken werden vertaald in meer dan tien andere talen waaronder twee boeken in het Nederlands.
Ze studeerde letteren en later nog taalkunde en semiotiek. Ze bracht haar jeugd door op het platteland en ontwikkelde al jong een liefde voor het voorlezen.   Haar kinderboeken gaan over vooroordelen en mensenrechten.
In 2000 werd ze onderscheiden met de Deense Hans Christian Andersenprijs en in 2010 met een Nederlandse Prins Claus Prijs. In 2012 werd ze benoemd tot voorzitter van de Academia Brasileira de Letras.